# Steppenwolf
Steppenwolf foi uma banda de rock americana formada em São Francisco em 1967 por antigos membros da banda canadense The Sparrows. O nome da banda Steppenwolf foi influenciado pelo nome do livro O Lobo da Estepe (do original Der Steppenwolf), escrito por Hermann Hesse. A formação inicial da banda contava com três ex-membros do The Sparrows −o vocalista John Kay, o tecladista Goldy McJohn e o baterista Jerry Edmonton−, além do guitarrista Michael Monarch e do baixista Rushton Moreve.
O grupo foi o intérprete de um dos maiores hinos do rock'n'roll, dos motociclistas de todo o mundo, e de uma atitude durante aquele período musical "Born to Be Wild", a canção de maior sucesso da banda, que foi usada como tema do filme Sem Destino (Easy Rider).
Born to be Wild também recebe o crédito com a frase, "heavy metal thunder", contido no segundo verso da terceira estrofe da letra do clássico, o qual serviria mais tarde para denominar o estilo heavy metal. A canção foi escrita por Mars Bonfire (Dennis Edmonton), antigo membro da Sparrow e irmão de Jerry, baterista da banda. Esta foi a primeira menção do termo heavy metal associado com a música rock.

## História
Aos 4 anos de idade, John Kay fundador da banda, fugiu da Prússia Oriental com sua mãe, rumou para Alemanha Oriental e mais tarde Alemanha Ocidental (de onde surgiram os temas "Renegade" de Steppenwolf 7 e "The Wall" de Rise and Shine), e instalou-se com sua família em Hanóver. Em seguida, mudou-se para o Canadá em 1958.
Steppenwolf tem suas origens numa banda de blues rock canadense chamada The Sparrows, formada em 1964 e que tocava em cafés do bairro de Yorkville. Em 1967 a banda estabeleceu-se em São Francisco, California, começando a tocar folk rock. Foi lá onde o produtor Gabriel Mekler, da Dunhill Records (Los Angeles) propôs para a banda deixar o som mais pesado, saindo do folk a caminho do rock psicodélico e rebaptizando-a para Steppenwolf. Sua formação original foi John Kay (vocais e guitarra), Jerry Edmonton (bateria e vocais), Michael Monarch (guitarra), Goldie McJohn (teclados) e Rushton Moreve (baixo).
Em 1968, Nick St. Nicholas, que já havia tocado com o Sparrow, substitui Rushton Moreve no baixo. 
Após Born to be Wild lançaram "Magic Carpet Ride" de Steppenwolf the Second (1968) e "Rock Me" de At Your Birthday Party (1969). En 1970, declararam que seu melhor disco lançado foi um doulb LP Steppenwolf Live. O disco foi editado entre Monster (1969) e Steppenwolf 7 (1970), que foi o álbum mais crítico da banda, pois trazia nas suas letras, muitas críticas à política e ao governo Nixon.
A banda separou-se em 1971, depois de publicarem For Ladies Only, iniciando John Kay em sua carreira solo, junto a Kent Henry (guitarra), George Biondo (baixo), Hugh O'Sullivan (teclados) e Penti "Whitey" Glan (bateria), que foram substituídos por  Danny Kortchmar, Lee Sklar, Mike Utley e Russ Kunkel, respectivamente. Steppenwolf reformulou-se  em 1974 e editaram o LP Slow Flux, mas voltaram a separar-se em 1976. Durante o período compreendido entre 1977 e 1980, a banda reuniu-se  para uma formação fixa, desta vez sem Kay. Chegaram a gravar um disco de estúdio, Night of the Wolf em 1979, que permanece inédito. John Kay formou uma nova versão da banda no início da década de 1980, chamada John Kay and Steppenwolf com quem gravou quatro discos (Wolf Tracks, 1982; Paradox, 1984; Rock & Roll Rebels, 1987 e Rise & Shine, 1990). Em 2001 publicou um disco a solo.

## Integrantes

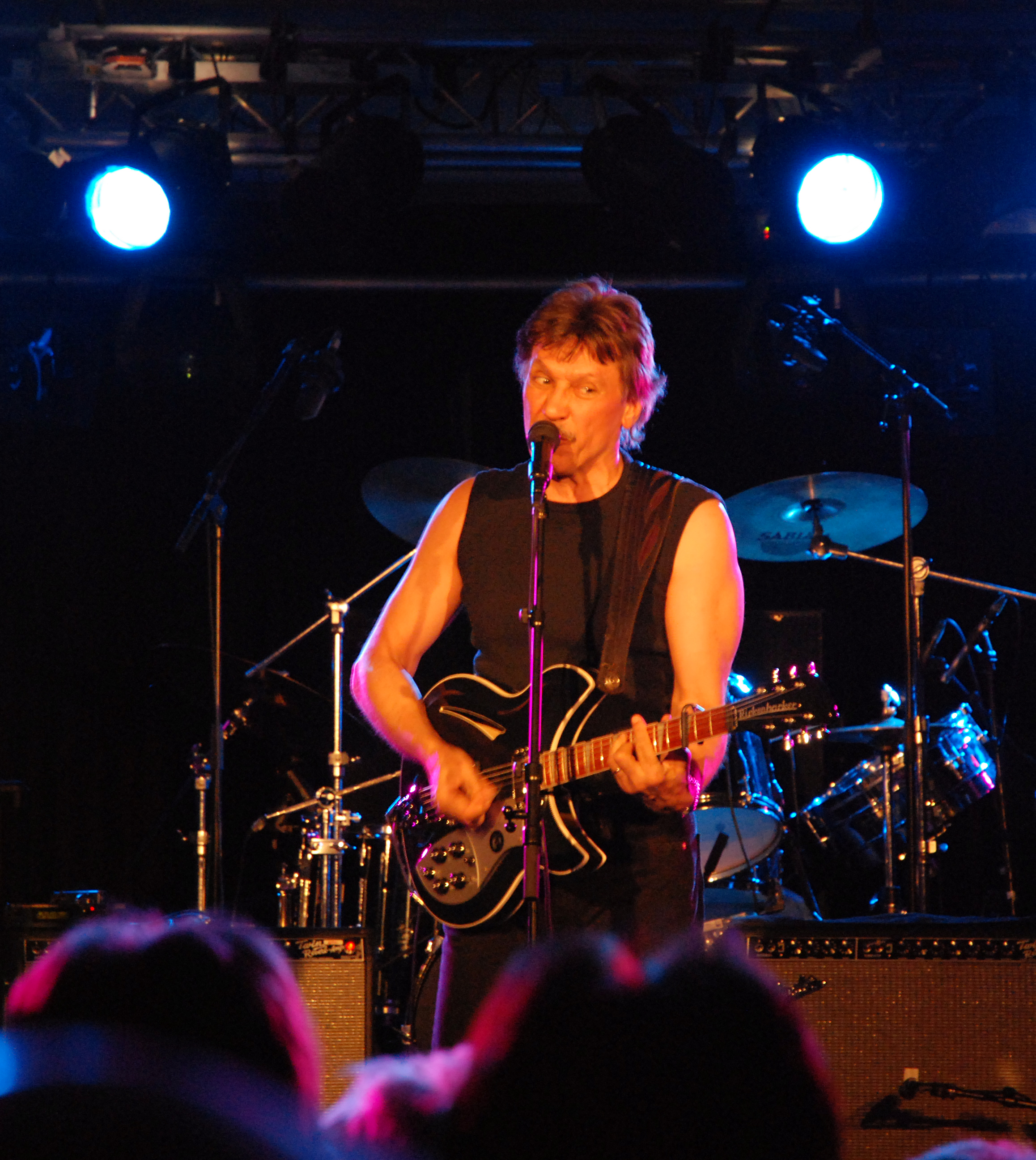
John Kay, vocalista, guitarrista e fundador da banda

### Steppenwolf

#### Última formação
- John Kay - vocais, guitarra
- Bobby Cochran - guitarra
- George Biondo - baixo
- Wayne Cook - teclados
- Jerry Edmonton - bateria

#### Ex-integrantes
- Michael Monarch - guitarra
- Larry Byrom - guitarra
- Kent Henry - guitarra
- Rushton Moreve - baixo
- Nick St. Nicholas - baixo
- Goldy McJohn - teclados
- Andy Chapin - teclados

### John Kay & Steppenwolf

#### Atual formação
- John Kay - vocais, guitarra
- Danny Johnson - guitarra
- Gary Link - baixo
- Michael Wilk - teclados
- Ron Hurst - bateria

#### Ex-integrantes
- Michael Palmer - guitarra
- Rocket Ritchotte - guitarra
- Les Dudek - guitarra
- Steve Fister - guitarra
- Kurtis Teel - baixo
- Chad Peery - baixo
- Welton Gite - baixo
- Danny Ironstone - teclados
- Brett Tuggle - teclados
- Steve Palmer - bateria

## Discografia
- Steppenwolf (MCA, 1968)
- Steppenwolf the Second (MCA, 1968)
- At Your Birthday Party (MCA, 1969)
- Early Steppenwolf(MCA, 1969)
- Monster (MCA, 1969)
- Steppenwolf Live (MCA, 1970)
- Steppenwolf 7 (MCA, 1970)
- For Ladies Only (MCA, 1971)
- 16 Greatest Hits (MCA, 1973). Recopilatorio
- Slow Flux (Mums Records/Epic, 1974)
- Hour of the Wolf (Epic, 1975)
- Skullduggery (Epic, 1976)
- Wolf Tracks (1982)
- Paradox (Black Leather Music, 1984)
- Rock & Roll Rebels (Qwil, 1987)
- Rise & Shine (Capitol, 1990)
- Live at 25 (1993)
- Feed the Fire (1996)
- Live in Louisville (2005) DVD